# بوينغ بيه-26 بيشوتر
طائرة بوينغ بيه-26 بيشوتر (P-26  (Peashooter  هي أول طائرة مقاتلة أميركية مصنوعة من المعادن بالكامل تستعمل جناح مسطح واحد دتدخل الخدمة في سرب الخدمة مع الولايات المتحدة سلاح الجو في الجيش. صممتها وبنيتها شركة بوينغ. حلق النموذج الأول في عام 1932. وكانت لا تزال في الخدمة في سلاح الجو في وقت متأخر من عام 1941 في الفلبين. لا يوجد سوى اثنين في الخدمة اليوم. ويوجد ثلاث نسخ للعرض.

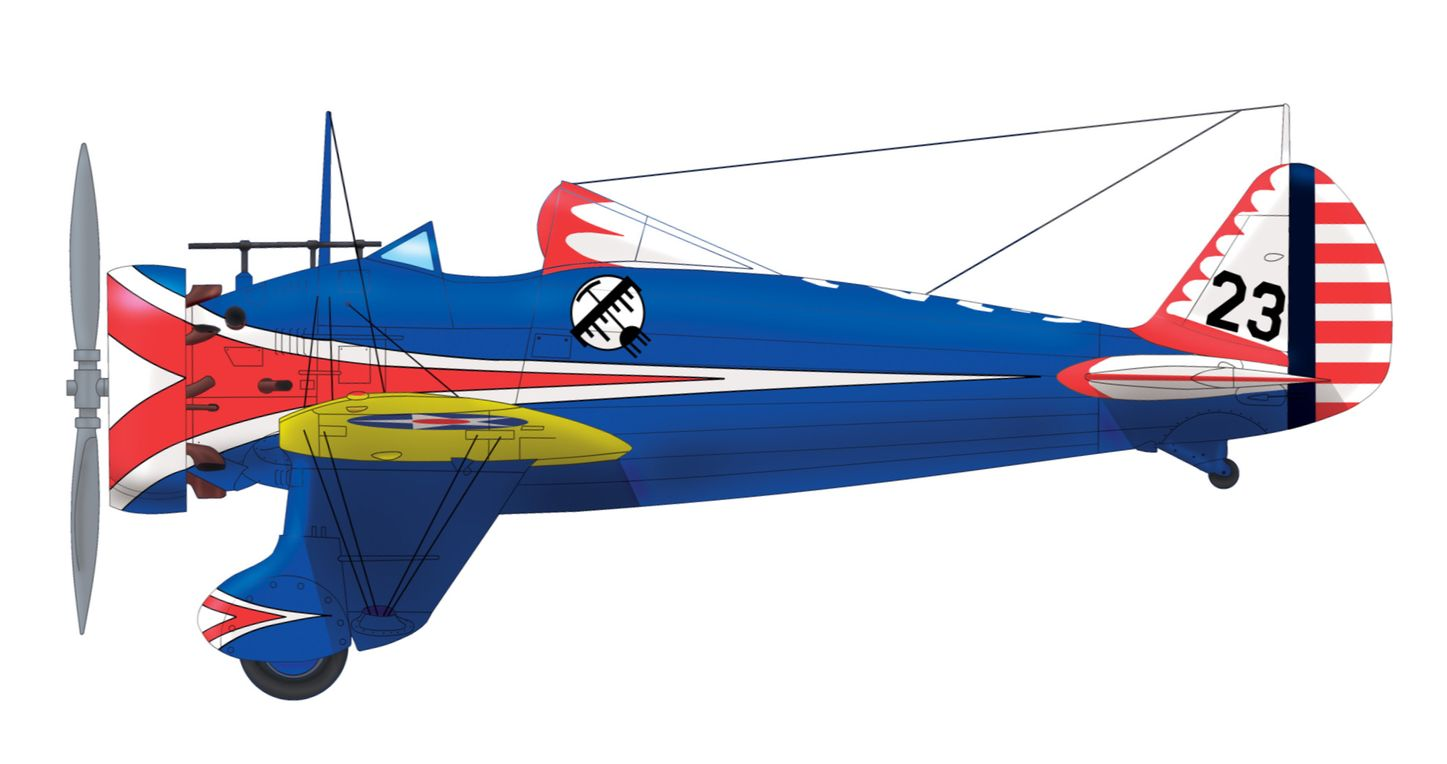
بوينغ P-26A بيشوتر من سرب 34

## الأشكال المختلفة
أي أم سي بي-936
ثلاثة النموذج طائرات الجيش الأمريكي وسلاح الجو، بقوة  525 حصان (391 كـو) بمحرك برات آند ويتني R-1340-21 دبور محركات شعاعي. الرحلة الأولى: 20 آذار / مارس 1932.

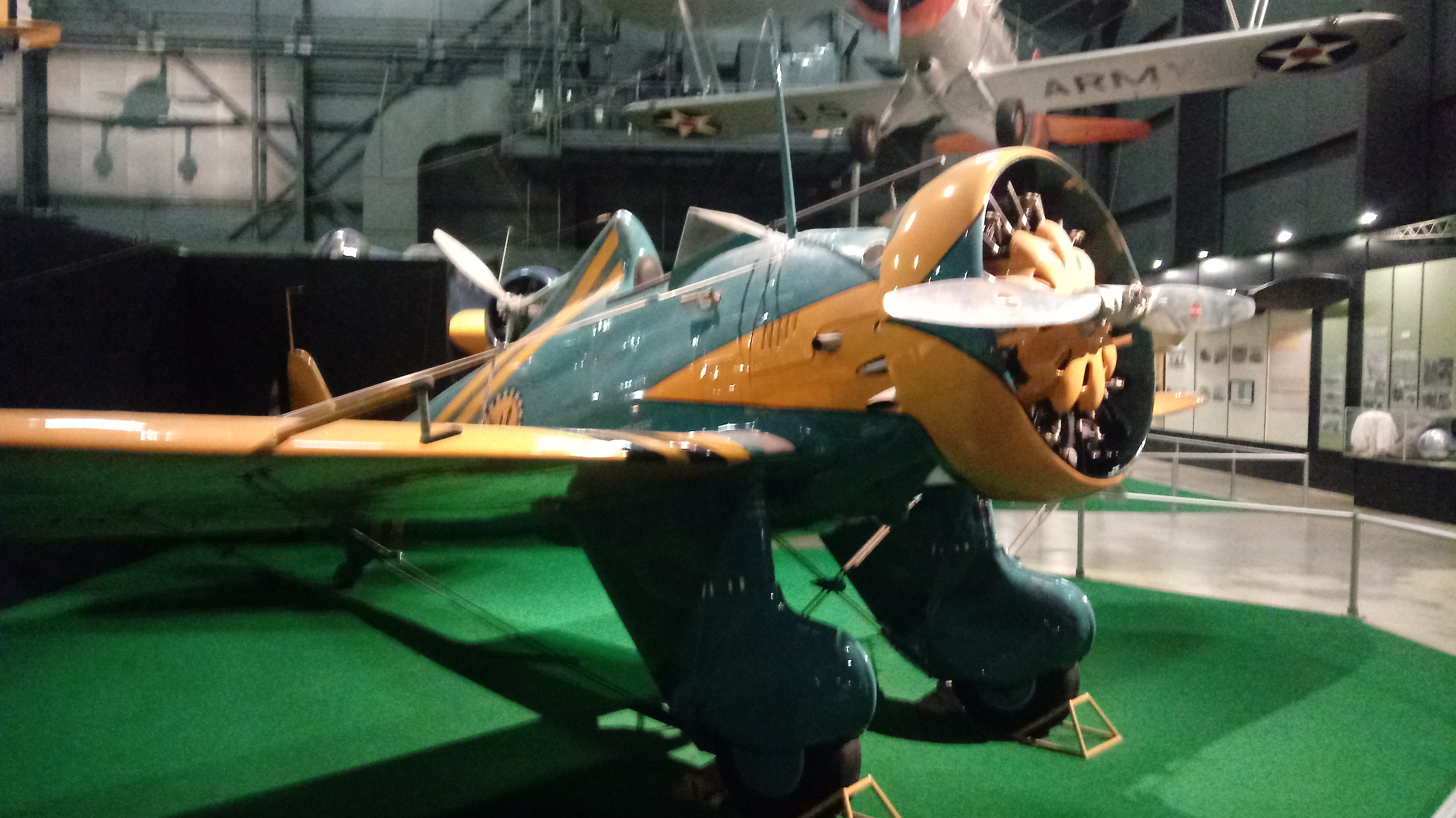
ف-26A في المتحف الوطني للقوات الجوية الأمريكية

ف-26أمقاتلة ذات مقعد واحد الطائرات بقوة 600 حصان (450 كـو) R-1340-27; 111 بنيت.
ف-26بمقاتلة ذات مقعد واحد، بواسطة حقن الوقود بقوة 600 حصان (450 كـو) R-1340-33؛ اثنين بنيت.
ف-26سيمقاتلة ذات مقعد واحد، carburated R-1340-33 وتعديل نظام الوقود; 23 بنيت.
نموذج 281
تصدير نسخة من P-26C; 11 بنيت الصين، أحد بني إسبانيا، 12 بنيت.

## المشغلين

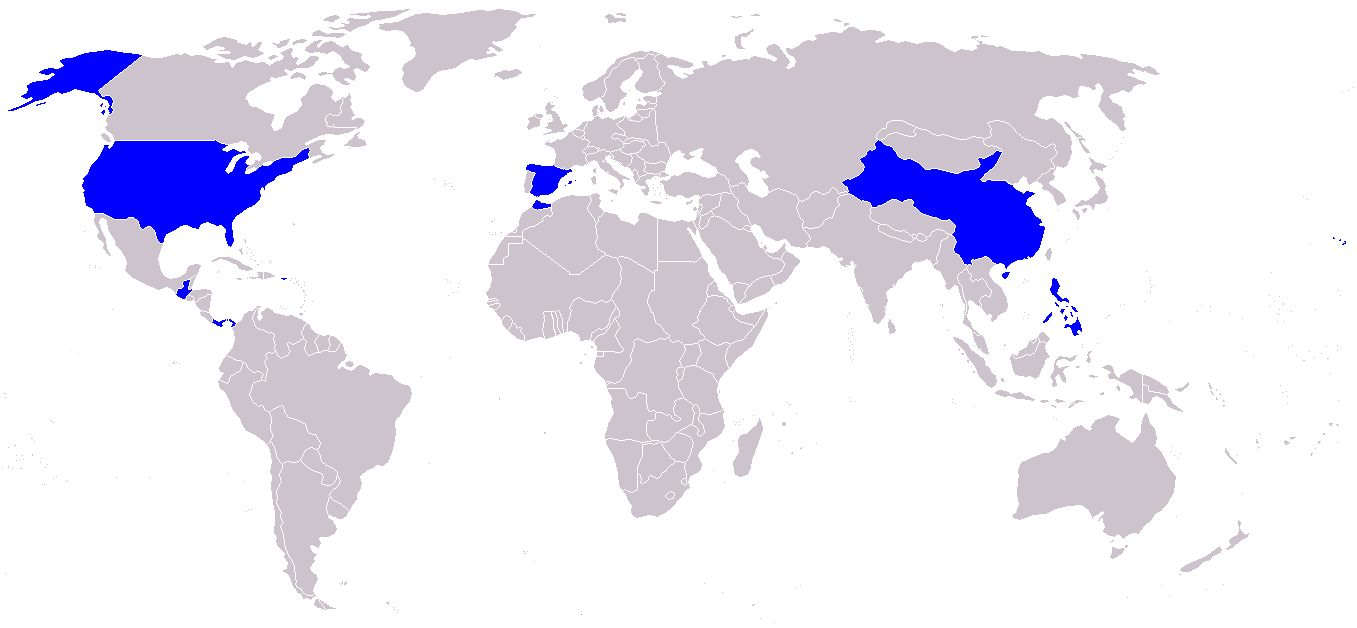
مشغلي P-26.

- القوة الجوية الصينية الوطنية– (الصين الوطنية، 1930s)
- قوات الجو الغواتيمولية – (حتى عام 1957)
- سلاح جو الجيش الفليبيني – (حتى نهاية عام 1941)
- القوات الجمهورية الإسبانية - (1 معيد تستخدم لفترة وجيزة)
- سلاح الجو في الجيش الأمريكي،

## الباقين في التشغيل

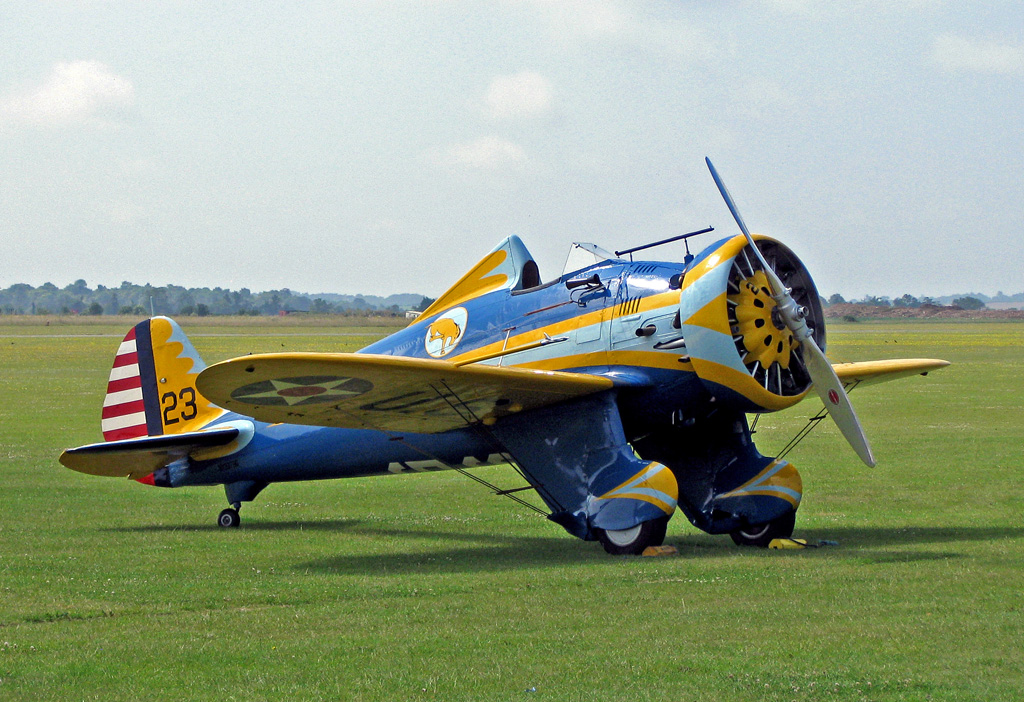
ف-26أ 33-123 عرضها في مطار دوكستون في تموز / يوليو 2014

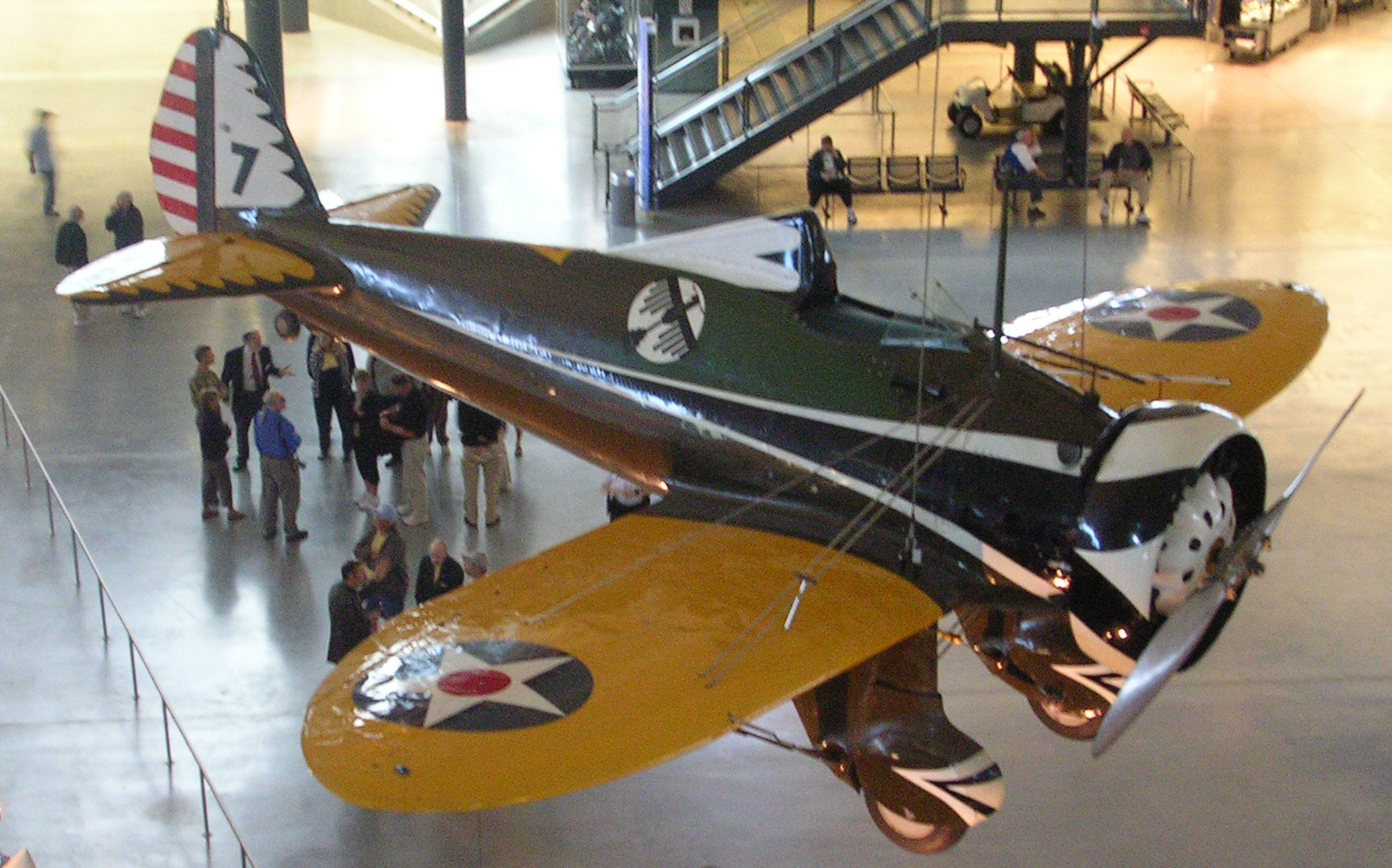
ف-26أ 33-135 معروضة في مركز ستيفن إف أودفار هازي في عام 1934

### تقليد الطائرة
- ف-26أ هو على العرض في متحف القوات الجوية للولايات المتحدة في رايت باترسون أي أف بي في دايتون بولاية أوهايو.[1] هي التي رسمت كقائد طائرة من 19 بي أس / 18 بي جي، المتمركزة في ويلر المجال، أوهايوفي عام 1938.
- سان دييغو متحف الطيران والفضاء جعلت استنساخ نموذج في وقت مبكر إلى بوينغ خطط مع التصميم الأصلي «تبسيط إذا» دون اللوحات كروس العادم التي كانت إضافات لاحقة. وبالإضافة إلى ذلك، مايروكرافت انك. الانتهاء من التجميع النهائي في أيلول / سبتمبر 2006، وذهب عرض في يونيو 2011 بعد ما يقرب من 12 عاما من البناء.[2][3]
- ف-26د: الطيران الاصل الانتهاء في عام 2006 في جمع من الطيران العسكري متحف، فيرجينيا بيتش.[4]
- ف-26سي: اثنين من الطائرات التي يجري بناؤها من قبل العصر الذهبي طائرة تعمل نسخة محفوظة 5 مارس 2016 على موقع واي باك مشين., سيمور، إنديانا.[5]

## للإستزادة
- فيكرز جوكي
- فيكرز فيرو
- ياكوفليف إير-7
- قائمة قاذفات القنابل
- قائمة طائرات الولايات المتحدة الأمريكية الحربية

### الاستشهادات
1. ↑  "P-26 Peashooter." نسخة محفوظة December 26, 2007, على موقع واي باك مشين. National Museum of the United States Air Force. Retrieved: 5 August 2010.
2. ↑  "P-26 Projects." Mayocraft. Retrieved: 17 March 2007. نسخة محفوظة 14 يوليو 2011 على موقع واي باك مشين.
3. ↑  ""Peashooter" fighter goes on display in San Diego" San Diego Union-Tribune. Retrieved: 30 March 2015. نسخة محفوظة 19 مارس 2020 على موقع واي باك مشين.
4. ↑  "P-26 Peashooter." Military Aviation Museum. Retrieved: 31 May 2013. نسخة محفوظة 24 مارس 2016 على موقع واي باك مشين. [وصلة مكسورة]
5. ↑  O'Comnnor, Tim. "Golden Age P-26 Page." نسخة محفوظة 7 مايو 2018 على موقع واي باك مشين. Golden Age Aeroplane Works. Retrieved: 26 July 2017. نسخة محفوظة 05 مارس 2016 على موقع واي باك مشين.